# Gare de Selles-Saint-Denis
La gare de Selles-Saint-Denis est une gare ferroviaire française de la ligne de Salbris au Blanc, située sur le territoire de la commune de Selles-Saint-Denis, dans le département de Loir-et-Cher, en région Centre-Val de Loire.
C'est une gare de la Société nationale des chemins de fer français (SNCF) desservie par les trains du réseau TER Centre-Val de Loire. Elle est équipée de voies de chemin de fer à écartement métrique.

## Situation ferroviaire
Établie à 97 mètres d'altitude, la gare de Selles-Saint-Denis est située au point kilométrique (PK) 190,660 de la ligne de Salbris au Blanc, entre les gares de La Ferté-Imbault et de Loreux.

## Histoire
Elle est mise en service le 26 décembre 1901 avec l'ouverture de la voie entre la gare de Salbris et la gare de Romorantin-Blanc-Argent.

## Service des voyageurs

### Accueil

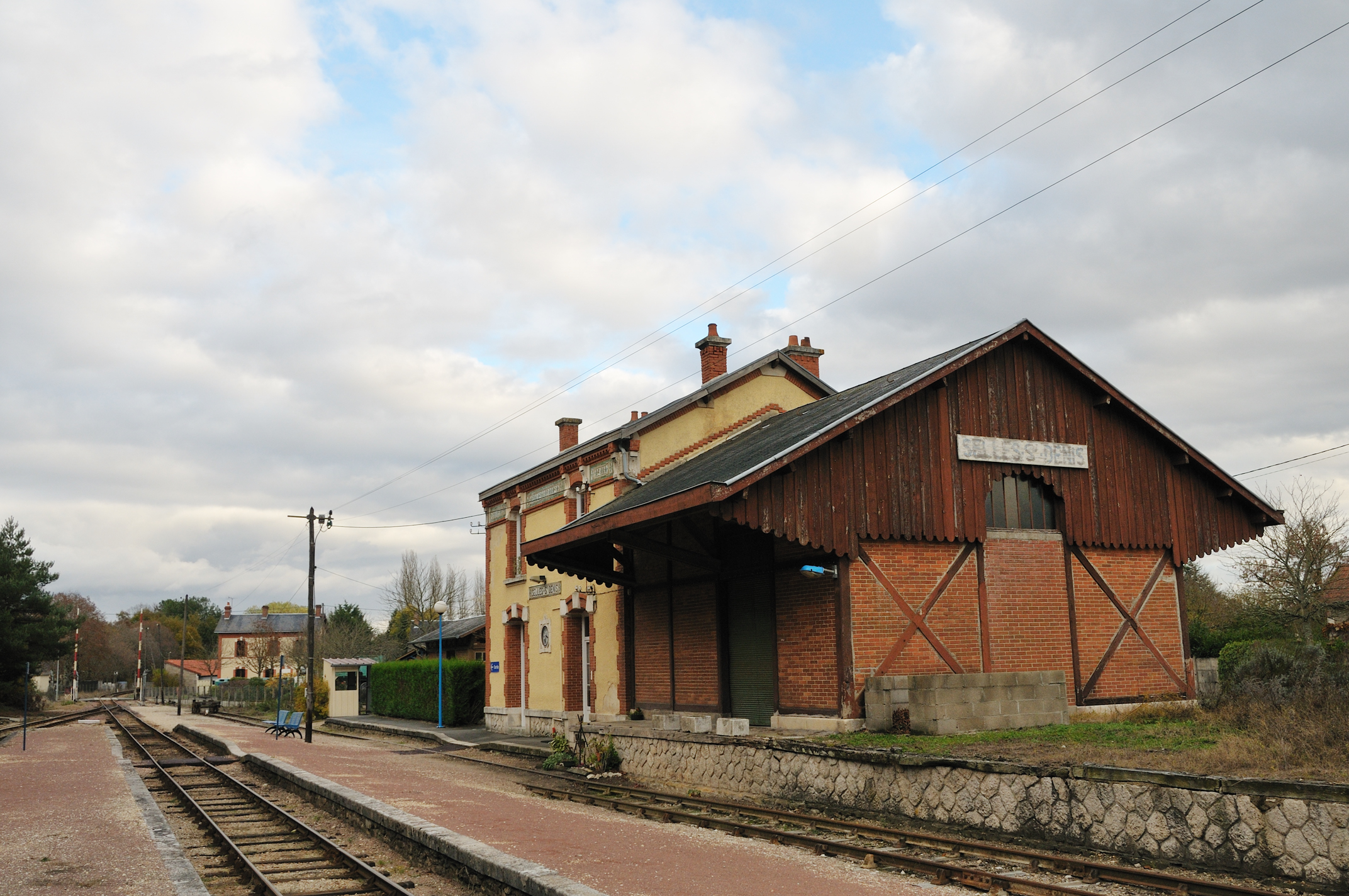
Vue générale de la gare.

Gare SNCF, elle dispose d'un bâtiment voyageurs avec guichet et de distributeurs automatiques de titres de transport régionaux.
Elle est équipée de deux quais centraux, encadrant trois voies. Le changement de quai se fait par un platelage posé entre les voies (passage protégé).

### Desserte
En 2012, la gare est desservie par la relation commerciale Luçay-le-Mâle - Romorantin-Lanthenay - Salbris (TER Centre-Val de Loire), les trajets étant assurés par des autorails X 74500 et X 240.

### Fréquentation
De 2015 à 2023, selon les estimations de la SNCF, la fréquentation annuelle de la gare s'élève aux nombres indiqués dans le tableau ci-dessous.
| Année     | 2015   | 2016   | 2017   | 2018   | 2019   | 2020   | 2021   | 2022   | 2023   |
| --------- | ------ | ------ | ------ | ------ | ------ | ------ | ------ | ------ | ------ |
| Voyageurs | 16 863 | 16 410 | 14 086 | 14 876 | 19 628 | 18 899 | 19 968 | 27 642 | 29 700 |

### Intermodalité
Un parking pour les véhicules et les vélos y est aménagé.

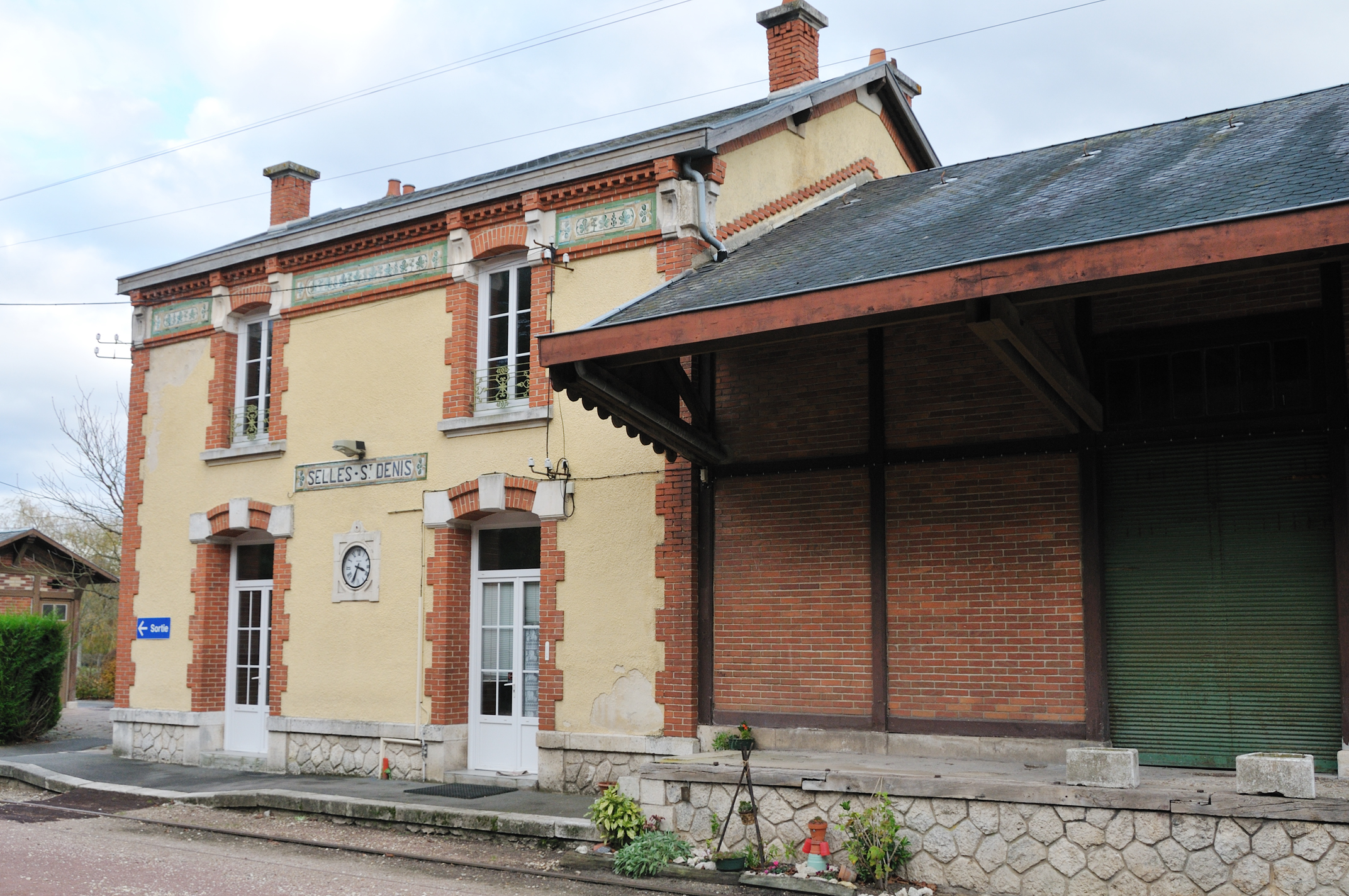
L'ancien hall aux marchandises.
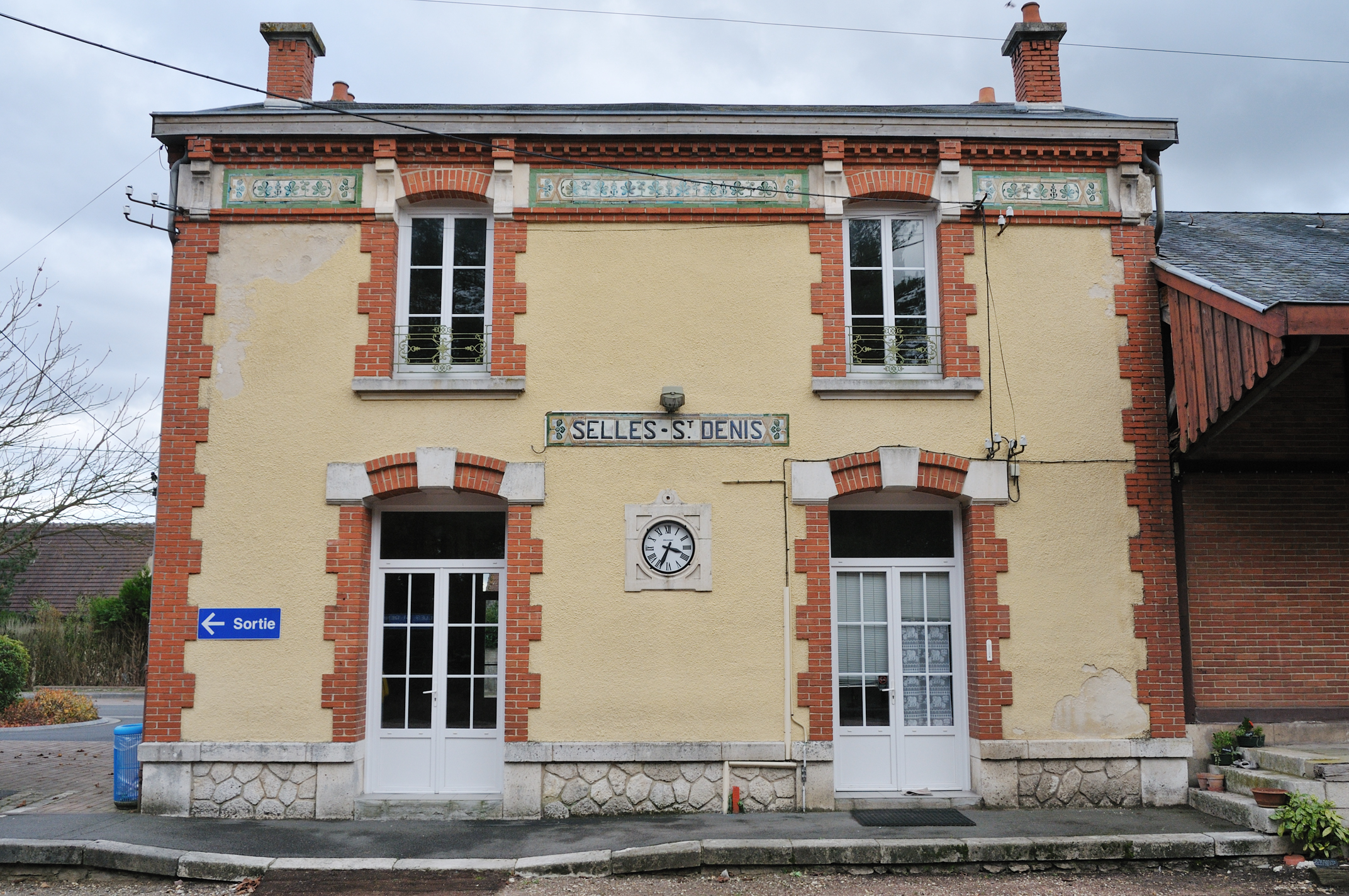
Vue côté voies, du bâtiment voyageurs.
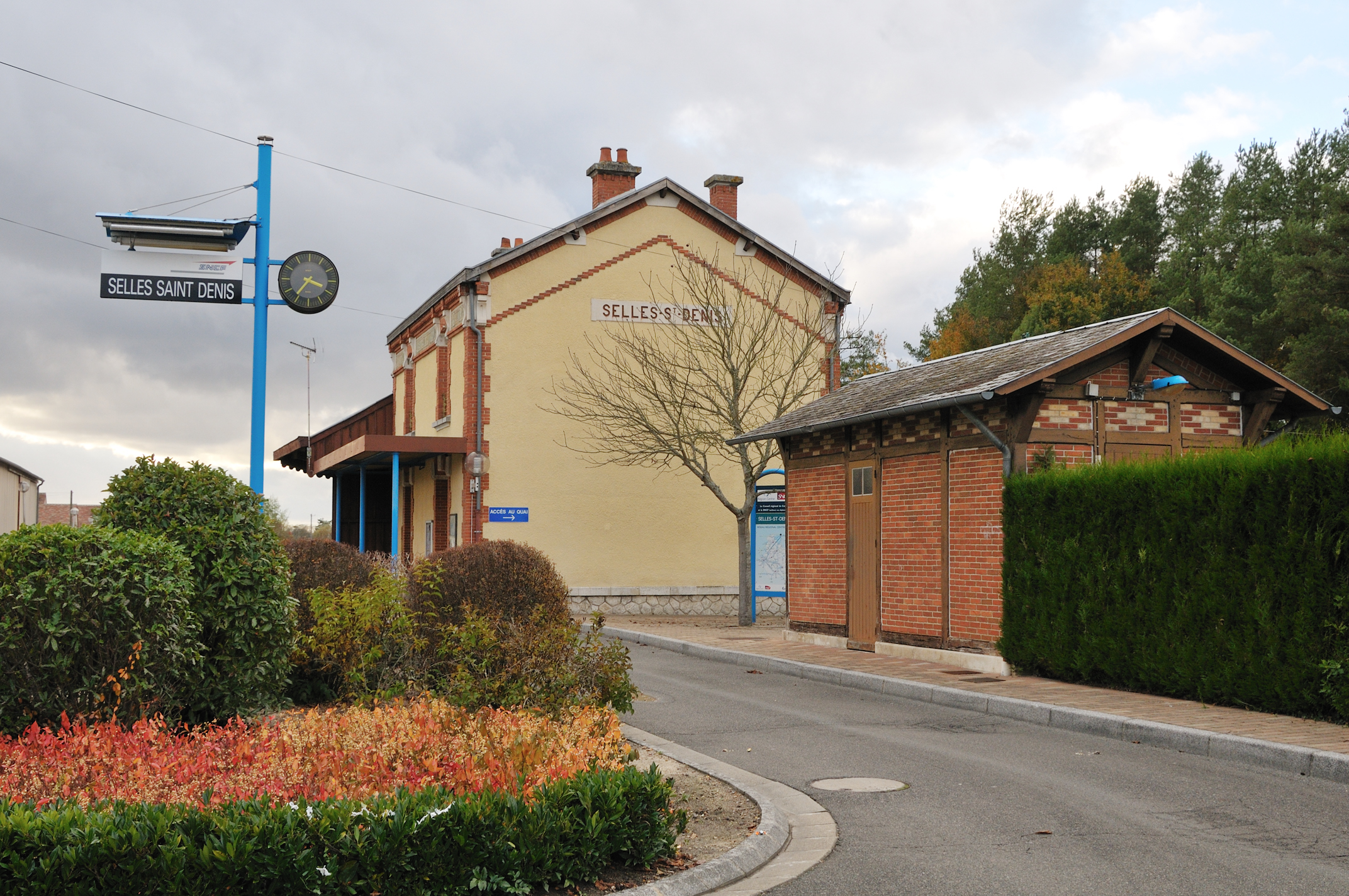
La place de la Gare.